# Cernuella neglecta
Cernuella neglecta är en snäckart som först beskrevs av Draparnaud 1805.  Cernuella neglecta ingår i släktet Cernuella, och familjen hedsnäckor. IUCN kategoriserar arten globalt som livskraftig. Arten är reproducerande i Sverige.